# Joe Gibbs
Joe Jackson Gibbs (25 de noviembre de 1940) es un exentrenador estadounidense de fútbol americano y propietario de un equipo de automovilismo Joe Gibbs Racing. Dirigió durante dos épocas al equipo Washington Redskins de la NFL. En su primer periodo con el equipo lo condujo a ganar tres veces el Super Bowl. 
Después del 2000 el dueño de los Washington Redskins, Dan Snyder viendo la poca efectividad de los entrenadores que habían dirigido a su equipo tras la retirada de Joe Gibbs, decidió recontratarle en 2004. Gibbs no logró repetir los éxitos de su primera época como entrenador y decidió renunciar al equipo y retirarse del fútbol americano profesional en enero de 2008.

## Biografía
Nacido en Mocksville, Carolina del Norte, Gibbs es el mayor de los dos hijos de Jackson Cephus Gibbs (1916–1989) y Winnie Era Blalock (1915–2000). Gibbs se graduó de la Santa Fe High School en 1959, donde fue el mariscal de campo estrella. Gibbs asistió al Cerritos Junior College. Estudió Educación Física en la Universidad Estatal de San Diego, entrenado por Don Coryell, y obtuvo una Licenciatura en Artes en 1964 y una maestría en 1966.

### Carrera
Gibbs comenzó su carrera como entrenador de línea ofensiva en San Diego State con Coryell (1964-1966). Ocupó el mismo puesto bajo Bill Peterson en la Estado de Florida (1967-1968) antes de servir bajo John McKay en la California del Sur (1969-1970) y Frank Broyles en la Arkansas (1971-1972).
Después de retirarse al final de la temporada de 1992, cambió su enfoque a NASCAR, formando el equipo Joe Gibbs Racing, que desde entonces ha ganado cinco campeonatos de la Copa NASCAR. En 2004, Gibbs salió de su retiro para unirse a los Redskins como entrenador en jefe, permaneciendo con ellos hasta 2007, cuando se retiró nuevamente después del final de la temporada.
Gibbs fue incluido en el Salón de la Fama del Fútbol Americano Profesional en 1996, además de ser incluido en el NFL 100 All-Time Team. Gibbs también fue incluido en el Salón de la Fama de NASCAR en 2020. Gibbs es la única persona que ha ganado un Super Bowl y un campeonato de la Copa NASCAR, y también es el único incluido en ambos salones de la fama.

### Game Plan for Life
Fundó Game Plan for Life en 2009, una organización cristiana evangélica de testimonio. En 2017, la organización financió el establecimiento de un campus del Seminario Teológico Bautista del Sureste en la prisión de la Institución Correccional de Nash en Nashville (Carolina del Norte).

### Vida personal
Se convirtió cristiano bautista a la edad de 9 años.

## Marcas como entrenador en jefe
| Equipo | Año   | Temporada regular | Temporada regular | Temporada regular | Temporada regular | Temporada regular  | Postemporada | Postemporada | Postemporada | Postemporada                                                                    |
| Equipo | Año   | Ganados           | Perdidos          | Empates           | % ganados         | Posición final     | Ganados      | Predidos     | % de ganados | Resultado                                                                       |
| ------ | ----- | ----------------- | ----------------- | ----------------- | ----------------- | ------------------ | ------------ | ------------ | ------------ | ------------------------------------------------------------------------------- |
| WAS    | 1981  | 8                 | 8                 | 0                 | .500              | 4.o en la NFC Este | -            | -            | -            | -                                                                               |
| WAS    | 1982  | 8                 | 1                 | 0                 | .889              | 1.o NFC            | 4            | 0            | 1.000        | Campeón del Super Bowl XVII.                                                    |
| WAS    | 1983  | 14                | 2                 | 0                 | .875              | 1st in NFC East    | 2            | 1            | .667         | Perdió en contra de Los Angeles Raiders en el Super Bowl XVIII.                 |
| WAS    | 1984  | 11                | 5                 | 0                 | .687              | 1.o en la NFC Este | 0            | 1            | .000         | Perdió en contra de los Chicago Bears en el Partido Divisional de la NFC.       |
| WAS    | 1985  | 10                | 6                 | 0                 | .625              | 3.o en la NFC Este | -            | -            | -            | -                                                                               |
| WAS    | 1986  | 12                | 4                 | 0                 | .750              | 2.o en la NFC Este | 2            | 1            | .667         | Perdió en contra de los New York Giants en el Partido de Campeonato de la NFC.  |
| WAS    | 1987  | 11                | 4                 | 0                 | .733              | 1.o en la NFC Este | 3            | 0            | 1.000        | Campeón del Super Bowl XXII.                                                    |
| WAS    | 1988  | 7                 | 9                 | 0                 | .437              | 3.o en la NFC Este | -            | -            | -            | -                                                                               |
| WAS    | 1989  | 10                | 6                 | 0                 | .625              | 3.o en la NFC Este | -            | -            | -            | -                                                                               |
| WAS    | 1990  | 10                | 6                 | 0                 | .625              | 3.o en la NFC Este | 1            | 1            | .500         | Perdió en contra de los San Francisco 49ers el partido Divisional de la NFC.    |
| WAS    | 1991  | 14                | 2                 | 0                 | .875              | 1.o en la NFC Este | 3            | 0            | 1.000        | Campeón del Super Bowl XXVI.                                                    |
| WAS    | 1992  | 9                 | 7                 | 0                 | .562              | 3.o en la NFC Este | 1            | 1            | .500         | Perdió en contra de los San Francisco 49ers en el Partido Divisional de la NFC. |
| WAS    | 2004  | 6                 | 10                | 0                 | .375              | 4.o en la NFC Este | -            | -            | -            | -                                                                               |
| WAS    | 2005  | 10                | 6                 | 0                 | .625              | 2.o en la NFC Este | 1            | 1            | .500         | Perdió en contra de los Seattle Seahawks en el Partido Divisional de la NFC.    |
| WAS    | 2006  | 5                 | 11                | 0                 | .312              | 4.o en la NFC Este | -            | -            | -            | -                                                                               |
| WAS    | 2007  | 9                 | 7                 | 0                 | .534              | 3.o en la NFC Este | 0            | 1            | .000         | Perdió en contra de los Seattle Seahawks en el Parido de Wild Card de la NFC.   |
| Total  | Total | 154               | 94                | 0                 | .621              |                    | 17           | 7            | .708         |                                                                                 |